# Brian Klugman
Brian Klugman (Filadelfia, 15 settembre 1975) è un attore statunitense.

## Filmografia

### Attore

#### Cinema
- Wishmaster - Il signore dei desideri (Wishmaster), regia Robert Kurtzman (1997)
- Giovani, pazzi e svitati (Can't Hardly Wait), regia di Harry Elfont e Deborah Kaplan (1998)
- Atti di violenza (Random Acts of Violence), regia di Drew Bell e Jefferson Keith Langley (1999)
- Killing Mrs. Tingle, regia di Kevin Williamson (1999)
- Principe azzurro cercasi (The Princess Diaries 2: Royal Engagement), regia di Garry Marshall (2004)
- Adam & Eve (National Lampoon's Adam & Eve), regia di Jeff Kanew (2005)
- Un sogno troppo grande (Dreamland), regia di Jason Matzner (2006)
- Griffin e Phoenix, regia di Ed Stone (2006)
- Cloverfield, regia di Matt Reeves (2008)
- Vacancy 2 - L'inizio (Vacancy 2 - The First Cut), regia di Eric Bross (2009)
- The Words, regia di Brian Klugman e Lee Sternthal (2012)
- Anime gemelle (Baby, Baby, Baby), regia di Brian Klugman (2015)
- Maestro, regia di Bradley Cooper (2023)

#### Televisione
- Baywatch Nights – serie TV, episodio 2x16 (1997)
- Jarod il camaleonte (The Pretender) – serie TV, episodio 2x03 (1997)
- E.R. - Medici in prima linea (ER) – serie TV, episodio 4x20 (1998)
- The '60s – miniserie TV (1997)
- Felicity – serie TV, 7 episodi (1998-1999)
- Frasier – serie TV, 6 episodi (2001-2002)
- NYPD - New York Police Department (NYPD Blue) – serie TV, episodi 9x22-9x23 (2002)
- Joan of Arcadia – serie TV, episodio 1x18 (2004)
- CSI - Scena del crimine (CSI: Crime Scene Investigation) – serie TV, episodio 7x15 (2007)
- Mad Men – serie TV, episodio 1x08 (2007)
- Dr. House - Medical Division (House, M.D.) – serie TV, episodio 4x03 (2007)
- Life – serie TV, episodio 1x10 (2007)
- Senza traccia (Without a Trace) – serie TV, episodio 7x20 (2009)
- Castle – serie TV, episodio 3x06 (2010)
- Psych – serie TV, episodio 5x15 (2010)
- Bones - serie TV, 8 episodi (2013-2016)

### Regista
- The Words (2012)
- Anime gemelle (Baby, Baby, Baby) (2015)

### Sceneggiatore
- The Words (2012)
- Tron: Legacy (2010)
- Anime gemelle (Baby, Baby, Baby) (2015)

## Doppiatori italiani
Nelle versioni in italiano delle opere in cui ha recitato, Brian Klugman è stato doppiato da:
- Daniele Barcaroli in Frasier
- Paolo Vivio in Adam & Eve
- Roberto Certomà in CSI - Scena del crimine
- David Chevalier in Mad Men
- Edoardo Nordio in Dr. House - Medical Division
- Francesco De Francesco in Castle
- Gabriele Lopez in Psych
- Edoardo Stoppacciaro in Bones
- Andrea Lavagnino in Maestro